# Сан Лоренцо (Флоренция)
Вижте пояснителната страница за други значения на Сан Лоренцо.
Базилика „Сан Лоренцо“ (на италиански: Basilica di San Lorenzo) е една от най-старите църкви във Флоренция, Италия.

## История
Основана е през 393 г. Триста години изпълнява ролята на градска катедрала, преди тази позиция да бъде изпълнявана от Санта Репарата, предшественичка на катедралата Санта Мария дел Фиоре. 
През XI век храмът е реконструиран в романски стил. През XV век базиликата е отново реконструирана. По поръчка на Козимо де Медичи Филипо Брунелески пристроява Старата сакристия. По-късно по проект на Микеланджело от другата страна на трансепта е пристроена и Новата сакристия с гробниците на Лоренцо де Медичи и Джулиано де Медичи, и е издигната Библиотека Лауренциана.
Още по-късно римския папа Лъв X поръчва на Микеланджело и облицовка на църквата, но работата така и не е завършена. През XVII век към базиликата е пристроена Капелата на принцовете с голям купол. Редом до олтара на църквата е разположена могилата на Козимо де Медичи.

### Нова сакристия
През 1520 г. Джулио де Медичи (бъдещият папа Климент VII) поръчва на Микеланджело строителството на нова сакристия (на италиански: Sagrestia Nuova). В капелата са разположени четири алегорически скулптури: „Ден“, „Нощ“, „Зора“ и „Здрач“. „Ден“ и „Нощ“ и се намират на саркофага на Джулиано, херцог на Немур – най-малкия син на Лоренцо де Медичи Великолепни, а „Зора“ и „Здрач“ – на саркофага на Лоренцо, херцог на Урбино (внук на Лоренцо де Медичи, баща на френската кралица Катерина де Медичи). В капелата са погребани също така и самият Лоренцо Великолепни и неговият загинал по времето на заговора на Паци брат Джулиано. На саркофага на Джулиано са изобразени Мадоната с Младенеца и покровителите на семейство Медичи – светите Козма и Дамян.
Верокио прави гробницата на Джовани и Пиетро де Медичи.
В „Сан Лоренцо“ е погребан и Донатело, който прави и два бронзови амвона.